# Parafia Świętej Trójcy w Wejherowie
Parafia Trójcy Świętej w Wejherowie – rzymskokatolicka parafia usytuowana w przy ulicy Kościuszki w Wejherowie. Wchodzi w skład dekanatu Wejherowo w archidiecezji gdańskiej.

## Historia
Parafia została erygowana 27 maja 1650 roku.
W XVIII wieku następuje wzrost znaczenia parafii a zarazem jej rozwój terytorialny. W 1713 roku luteranie uznają zwierzchność katolickich duchownych oraz parafii w Wejherowie. W 1772 roku zbudowana zostaje plebania, a w parafii oprócz proboszcza zatrudniony jest wikary.
W latach 1754–1755. w miejsce istniejącego dotychczas kościoła parafialnego, zostaje zbudowana, w stylu barokowym nowa świątynia. Kolejne lata i kolejni proboszczowie prowadzą prace remontowe kościoła.
W latach 1886–1887, ówczesny proboszcz parafii ksiądz Jan Rook, przeprowadził remont wielu kaplic, wzbogacił wystrój kościoła, rozbudował szpital w Wejherowie, dobudował nową wieżę na kościele. W latach 1887–1924 proboszczem był ks. Walenty Dąbrowski. Sprawował on m.in. funkcję lokalnego inspektora szkół ludowych, zasłynął również z bogatej pracy charytatywnej. Za czasów kolejnego proboszcza – ks. Edmunda Roszczynialskiego, myślano o wybudowaniu nowego kościoła parafialnego.
Jednak w związku z brakiem funduszy na ten cel, postanowiono w latach 1926–1928 rozbudować kościół. Rozbudowano transept i prezbiterium i wstawiono nowe witraże.
Dnia 28 października 1928 roku odnowiona świątynia została uroczyście konsekrowana przez biskupa Stanisława Okoniewskiego – Ordynariusz Diecezji Chełmińskiej.
Okres po II wojnie światowej był dla pierwszego, powojennego proboszcza trudnym okresem. Na jego barki spoczęła odbudowa kościoła i reaktywowanie życia religijnego w parafii. Obowiązki te już w 1946 roku przejął ks. Nikodem Partyka – który został jednocześnie dziekanem wejherowskim.
Zasługą ks. Partyki było sprowadzenie i zamontowanie w kościelnej wieży dwóch dzwonów, które zostały poświęcone we wrześniu 1947 roku.
25 marca 1992 – papież Jan Paweł II wydał bullę „Totus Tuus Poloniae Populus” reorganizującą administrację kościelną w Polsce i zgodnie z tymi zmianami, parafia stała się częścią Archidiecezji Gdańskiej.
W następnych latach kolejni proboszczowie, dążyli do rozwoju duchowego parafian i parafii, nie zapominając również o renowacji kościoła jak i upiększaniu terenów przykościelnych czy postawieniu kaplicy św. Krzysztofa w Sopieszynie.
Kościół parafialny był od 3 stycznia 1895 do 24 czerwca 2015 – siedzibą dekanatu Wejherowo, a jej proboszcz dziekanem.

## Proboszczowie
- 1644–1645: o. Adam Fołtynowicz OCist.
  - administrator parafii
- 1645–1646: o. Stanisław Żernecki OFMConv.
  - administrator parafii
- 1646–1647: o. Jan Siewert OFMConv.
  - administrator parafii
- 1647–1648: o. Gerard Nedasty OSB
  - administrator parafii
- 1648–1653: o. Grzegorz Gdański OFM
  - administrator parafii
- 1653–1657: ks. Grzegorz Bissert
- 1657–1662: ks. Konstanty Becker
- 1662–1664: ks. Jerzy Riedel
  - jednocześnie proboszcz parafii Św. Ap. Piotra i Pawła w Pucku
- 1664–1672: ks. Jerzy Wagner
- 1673–1675: ks. Daniel Curtius
- 1676–1687: ks. Jan Kazimierz Grasiński
  - jednocześnie osobisty sekretarz księcia Michała Radziwiłła
- 1688–1704: ks. Mateusz Pretoriusz
- 1704–1718 (i 1724–1726): ks. Franciszek Walenty Ruthen
- 1718–1724 (i 1726–1733): ks. Paweł Piotr Lazarowicz; kanonik Finlandzki
- 1733–1738: ks. Kazimierz Kaszubowski
- 1738–1742 :ks. Jan Radoszewski
- 1742–1766: ks. Antoni Langhannik
- 1766–1768: ks. Gotfryd Makowski
- 1768–1788: ks. Antoni Franciszek Gręca
  - jednocześnie dziekan Pucki
- 1788–1826: ks. Andrzej Grabe; kanonik Kruszwicki
- 1826–1851: ks. Michał Wenzel
- 1851–1859: ks. Józef Brill
- 1859–1887: ks. Jan Albert Rook
  - jednocześnie dziekan Pucki
- 1887–1924: ks. prał. Walenty Dąbrowski
- 1924–1939: ks. prał. Edmund Roszczynialski
- 1939–1940: ks. Emil Nabakowski
- 1940–1945: ks. Karl Knop
- 1945: ks. Mieczysław Sumiński; kanonik Kapituły kolegiackiej chełmżyńskiej
- 1946–1947: ks. Nikodem Partyka
- 1947–1948: ks. Edmund Flemming
- 1949–1977: ks. Alojzy Kałduński; były więzień obozów koncentracyjnych
- 1977–2004: ks. prał. Bogusław Żurawski[2][3]
- od 19 XII 2004: ks. prał. mgr Tadeusz Reszka[4]
  - członek Rady Kapłańskiej od 30 XII 2021
  - kapelan Komendy Powiatowej Policji w Wejherowie od 4 XI 2021
  - prepozyt Kapituły Kolegiackiej Wejherowskiej od 19 XII 2004
  - diecezjalny duszpasterz kombatantów od 1 I 2004